# Olympische Sommerspiele 2024/Rudern – Einer (Männer)
Der Männer-Einer im Rudern bei den Olympischen Spielen 2024 in Paris fand vom 27. Juli bis 3. August 2024 statt. Schauplatz der Wettkämpfe war die Regattastrecke Stade nautique de Vaires-sur-Marne im Ort Vaires-sur-Marne, der sich östlich des Großraums Paris befindet. Titelverteidiger war der Grieche Stefanos Douskos, der im Finale in olympischer Bestzeit zum Olympiasieg ruderte.

## Titelträger
| Olympische Spiele 2020       | Stefanos Douskos | Tokio             |
| Weltmeisterschaften 2023     | Oliver Zeidler   | Belgrad           |
| Panamerikanische Spiele 2023 | Lucas Verthein   | Santiago de Chile |
| Asienspiele 2022             | Zhang Liang      | Hangzhou          |
| Europameisterschaften 2024   | Oliver Zeidler   | Szeged            |

## Qualifikation
Die Qualifikation erfolgte über die Weltmeisterschaften 2023 sowie jeweils kontinentale Qualifikationsregatten. Neun der 32 Quotenplätze wurden dabei im Rahmen der Weltmeisterschaften vergeben. Jeweils fünf Plätze wurden an die besten Nationen bei den Regatten in Asien/Ozeanien, Afrika und Panamerika verteilt, drei waren es bei der europäischen Regatta. Zudem gab es eine finale Qualifikationsregatta im Mai 2024, wo zwei Startplätze verteilt wurden. Die letzten Plätze wurden über zwei Wildcards und einen garantierten Startplatz für Gastgeber Frankreich vergeben.

## Vorläufe
Samstag, 27. Juli 2024

### Vorlauf 1
| Rang | Bahn | Athlet              | Nation       | Zeit (min) | Qualifikation  |
| ---- | ---- | ------------------- | ------------ | ---------- | -------------- |
| 1    | 5    | Tom Mackintosh      | Neuseeland   | 6:55,92    | Viertelfinale  |
| 2    | 1    | Stefanos Douskos    | Griechenland | 7:01,79    | Viertelfinale  |
| 3    | 2    | Abdelkhalek Elbanna | Ägypten      | 7:05,06    | Viertelfinale  |
| 4    | 3    | Balraj Panwar       | Indien       | 7:07,11    | Hoffnungsläufe |
| 5    | 6    | Wladislaw Jakowlew  | Kasachstan   | 7:21,56    | Hoffnungsläufe |
| 6    | 4    | André Matias        | Angola       | 7:52,78    | Hoffnungsläufe |

### Vorlauf 2
| Rang | Bahn | Athlet               | Nation     | Zeit (min) | Qualifikation  |
| ---- | ---- | -------------------- | ---------- | ---------- | -------------- |
| 1    | 4    | Mihai Chiruță        | Rumänien   | 6:51,51    | Viertelfinale  |
| 2    | 5    | Damir Martin         | Kroatien   | 6:54,83    | Viertelfinale  |
| 3    | 1    | Giedrius Bieliauskas | Litauen    | 7:00,96    | Viertelfinale  |
| 4    | 6    | Isak Žvegelj         | Slowenien  | 7:01,23    | Hoffnungsläufe |
| 5    | 2    | Memo                 | Indonesien | 7:19,33    | Hoffnungsläufe |
| 6    | 3    | Abdalla Ahmed        | Sudan      | 7:46,45    | Hoffnungsläufe |

### Vorlauf 3
| Rang | Bahn | Athlet                 | Nation      | Zeit (min) | Qualifikation  |
| ---- | ---- | ---------------------- | ----------- | ---------- | -------------- |
| 1    | 3    | Simon van Dorp         | Niederlande | 6:49,93    | Viertelfinale  |
| 2    | 5    | Ryūta Arakawa          | Japan       | 6:51,59    | Viertelfinale  |
| 3    | 1    | Tim Brys               | Belgien     | 6:52,35    | Viertelfinale  |
| 4    | 2    | Sid Ali Boudina        | Algerien    | 7:02,94    | Hoffnungsläufe |
| 5    | 6    | Mohamed Taieb          | Tunesien    | 7:10,13    | Hoffnungsläufe |
| 6    | 4    | Premanut Wattananusith | Thailand    | 7:25,76    | Hoffnungsläufe |

### Vorlauf 4
| Rang | Bahn | Athlet             | Nation                         | Zeit (min) | Qualifikation  |
| ---- | ---- | ------------------ | ------------------------------ | ---------- | -------------- |
| 1    | 4    | Jauhen Salaty      | Individuelle Neutrale Athleten | 6:51,45    | Viertelfinale  |
| 2    | 3    | James Plihal       | Vereinigte Staaten             | 6:54,95    | Viertelfinale  |
| 3    | 1    | Lucas Verthein     | Brasilien                      | 6:54,96    | Viertelfinale  |
| 4    | 5    | Quentin Antognelli | Monaco                         | 7:02,15    | Hoffnungsläufe |
| 5    | 2    | Dara Alizadeh      | Bermuda                        | 7:23,70    | Hoffnungsläufe |

### Vorlauf 5
| Rang | Bahn | Athlet         | Nation      | Zeit (min) | Qualifikation  |
| ---- | ---- | -------------- | ----------- | ---------- | -------------- |
| 1    | 4    | Oliver Zeidler | Deutschland | 6:54,72    | Viertelfinale  |
| 2    | 3    | Bruno Cetraro  | Uruguay     | 7:04,04    | Viertelfinale  |
| 3    | 1    | Reidy Cardona  | Kuba        | 7:06,45    | Viertelfinale  |
| 4    | 2    | Stephen Cox    | Simbabwe    | 7:11,98    | Hoffnungsläufe |
| 5    | 5    | Mohamed Bukrah | Libyen      | 7:37,75    | Hoffnungsläufe |

### Vorlauf 6
| Rang | Bahn | Athlet                    | Nation    | Zeit (min) | Qualifikation  |
| ---- | ---- | ------------------------- | --------- | ---------- | -------------- |
| 1    | 2    | Sverri Sandberg Nielsen   | Dänemark  | 6:53,50    | Viertelfinale  |
| 2    | 5    | Kristijan Wassilew        | Bulgarien | 6:56,63    | Viertelfinale  |
| 3    | 1    | Bendegúz Pétervári-Molnár | Ungarn    | 6:58,76    | Viertelfinale  |
| 4    | 3    | Chiu Hin Chun             | Hongkong  | 7:00,29    | Hoffnungsläufe |
| 5    | 4    | Javier Insfran            | Paraguay  | 7:14,14    | Hoffnungsläufe |

## Hoffnungsläufe
Sonntag, 28. Juli 2024

### Hoffnungslauf 1
| Rang | Bahn | Athlet         | Nation    | Zeit (min) | Qualifikation  |
| ---- | ---- | -------------- | --------- | ---------- | -------------- |
| 1    | 3    | Isak Žvegelj   | Slowenien | 7:06,90    | Viertelfinale  |
| 2    | 5    | Javier Insfran | Paraguay  | 7:08,29    | Viertelfinale  |
| 3    | 2    | Mohamed Taieb  | Tunesien  | 7:11,57    | Halbfinale E/F |
| 4    | 4    | Stephen Cox    | Simbabwe  | 7:22,45    | Halbfinale E/F |
| 5    | 1    | André Matias   | Angola    | 8:01,98    | Halbfinale E/F |

### Hoffnungslauf 2
| Rang | Bahn | Athlet                 | Nation     | Zeit (min) | Qualifikation  |
| ---- | ---- | ---------------------- | ---------- | ---------- | -------------- |
| 1    | 4    | Quentin Antognelli     | Monaco     | 7:10,00    | Viertelfinale  |
| 2    | 3    | Balraj Panwar          | Indien     | 7:12,41    | Viertelfinale  |
| 3    | 2    | Memo Memo              | Indonesien | 7:19,60    | Halbfinale E/F |
| 4    | 1    | Premanut Wattananusith | Thailand   | 7:29,89    | Halbfinale E/F |
| 5    | 5    | Mohamed Bukrah         | Libyen     | 7:45,55    | Halbfinale E/F |

### Hoffnungslauf 3
| Rang | Bahn | Athlet             | Nation     | Zeit (min) | Qualifikation  |
| ---- | ---- | ------------------ | ---------- | ---------- | -------------- |
| 1    | 4    | Sid Ali Boudina    | Algerien   | 7:10,23    | Viertelfinale  |
| 2    | 3    | Chiu Hin Chun      | Hongkong   | 7:12,94    | Viertelfinale  |
| 3    | 5    | Dara Alizadeh      | Bermuda    | 7:17,05    | Halbfinale E/F |
| 4    | 2    | Wladislaw Jakowlew | Kasachstan | 7:21,12    | Halbfinale E/F |
| 5    | 1    | Abdalla Ahmed      | Sudan      | 7:55,79    | Halbfinale E/F |

## Viertelfinale
Dienstag, 30. Juli 2024

### Viertelfinale 1
| Rang | Bahn | Athlet             | Nation     | Zeit (min) | Qualifikation  |
| ---- | ---- | ------------------ | ---------- | ---------- | -------------- |
| 1    | 3    | Tom Mackintosh     | Neuseeland | 6:48,01    | Halbfinale A/B |
| 2    | 4    | Sverri Nielsen     | Dänemark   | 6:49,69    | Halbfinale A/B |
| 3    | 2    | Bruno Cetraro      | Uruguay    | 6:51,43    | Halbfinale A/B |
| 4    | 5    | Lucas Verthein     | Brasilien  | 6:55,36    | Halbfinale C/D |
| 5    | 1    | Quentin Antognelli | Monaco     | 6:58,89    | Halbfinale C/D |
| 6    | 6    | Chiu Hin Chun      | Hongkong   | 7:13,70    | Halbfinale C/D |

### Viertelfinale 2
| Rang | Bahn | Athlet          | Nation             | Zeit (min) | Qualifikation  |
| ---- | ---- | --------------- | ------------------ | ---------- | -------------- |
| 1    | 3    | Oliver Zeidler  | Deutschland        | 6:45,32    | Halbfinale A/B |
| 2    | 5    | Tim Brys        | Belgien            | 6:46,26    | Halbfinale A/B |
| 3    | 4    | Mihai Chiruță   | Rumänien           | 6:46,32    | Halbfinale A/B |
| 4    | 2    | James Plihal    | Vereinigte Staaten | 6:47,03    | Halbfinale C/D |
| 5    | 1    | Sid Ali Boudina | Algerien           | 7:06,31    | Halbfinale C/D |
| 6    | 6    | Javier Insfran  | Paraguay           | 7:31,50    | Halbfinale C/D |

### Viertelfinale 3
| Rang | Bahn | Athlet                    | Nation       | Zeit (min) | Qualifikation  |
| ---- | ---- | ------------------------- | ------------ | ---------- | -------------- |
| 1    | 3    | Simon van Dorp            | Niederlande  | 6:49,96    | Halbfinale A/B |
| 2    | 4    | Damir Martin              | Kroatien     | 6:53,55    | Halbfinale A/B |
| 3    | 2    | Stefanos Douskos          | Griechenland | 6:56,68    | Halbfinale A/B |
| 4    | 5    | Bendegúz Pétervári-Molnár | Ungarn       | 7:05,04    | Halbfinale C/D |
| 5    | 6    | Isak Žvegelj              | Slowenien    | 7:06,42    | Halbfinale C/D |
| 6    | 1    | Reidy Cardona             | Kuba         | 7:10,40    | Halbfinale C/D |

### Viertelfinale 4
| Rang | Bahn | Athlet               | Nation                         | Zeit (min) | Qualifikation  |
| ---- | ---- | -------------------- | ------------------------------ | ---------- | -------------- |
| 1    | 3    | Jauhen Salaty        | Individuelle Neutrale Athleten | 6:49,27    | Halbfinale A/B |
| 2    | 5    | Giedrius Bieliauskas | Litauen                        | 6:51,80    | Halbfinale A/B |
| 3    | 4    | Ryūta Arakawa        | Japan                          | 6:54,17    | Halbfinale A/B |
| 4    | 2    | Kristijan Wassilew   | Bulgarien                      | 6:58,67    | Halbfinale C/D |
| 5    | 6    | Balraj Panwar        | Indien                         | 7:05,10    | Halbfinale C/D |
| 6    | 1    | Abdelkhalek Elbanna  | Ägypten                        | 7:18,59    | Halbfinale C/D |

## Halbfinale

### Halbfinale A/B 1
Donnerstag, 1. August 2024
| Rang | Bahn | Athlet               | Nation      | Zeit (min) | Qualifikation |
| ---- | ---- | -------------------- | ----------- | ---------- | ------------- |
| 1    | 4    | Simon van Dorp       | Niederlande | 6:42,39    | A-Finale      |
| 2    | 3    | Tom Mackintosh       | Neuseeland  | 6:44,49    | A-Finale      |
| 3    | 2    | Tim Brys             | Belgien     | 6:45,32    | A-Finale      |
| 4    | 6    | Ryūta Arakawa        | Japan       | 6:51,13    | B-Finale      |
| 5    | 1    | Bruno Cetraro        | Uruguay     | 7:08,29    | B-Finale      |
| 6    | 5    | Giedrius Bieliauskas | Litauen     | 7:09,29    | B-Finale      |

### Halbfinale A/B 2
Donnerstag, 1. August 2024
| Rang | Bahn | Athlet           | Nation                         | Zeit (min) | Qualifikation |
| ---- | ---- | ---------------- | ------------------------------ | ---------- | ------------- |
| 1    | 4    | Oliver Zeidler   | Deutschland                    | 6:35,77    | A-Finale      |
| 2    | 3    | Jauhen Salaty    | Individuelle Neutrale Athleten | 6:39,01    | A-Finale      |
| 3    | 1    | Stefanos Douskos | Griechenland                   | 6:40,78    | A-Finale      |
| 4    | 5    | Sverri Nielsen   | Dänemark                       | 6:43,95    | B-Finale      |
| 5    | 6    | Mihai Chiruță    | Rumänien                       | 6:52,95    | B-Finale      |
| 6    | 2    | Damir Martin     | Kroatien                       | 6:58,23    | B-Finale      |

### Halbfinale C/D 1
Mittwoch, 31. Juli 2024
| Rang | Bahn | Athlet                    | Nation    | Zeit (min) | Qualifikation |
| ---- | ---- | ------------------------- | --------- | ---------- | ------------- |
| 1    | 4    | Lucas Verthein            | Brasilien | 6:55,07    | C-Finale      |
| 2    | 3    | Bendegúz Pétervári-Molnár | Ungarn    | 6:56,92    | C-Finale      |
| 3    | 5    | Sid Ali Boudina           | Algerien  | 6:57,06    | C-Finale      |
| 4    | 6    | Abdelkhalek Elbanna       | Ägypten   | 7:02,76    | D-Finale      |
| 5    | 1    | Chiu Hin Chun             | Hongkong  | 7:03,68    | D-Finale      |
| 6    | 2    | Balraj Panwar             | Indien    | 7:04,97    | D-Finale      |

### Halbfinale C/D 2
Mittwoch, 31. Juli 2024
| Rang | Bahn | Athlet             | Nation             | Zeit (min) | Qualifikation |
| ---- | ---- | ------------------ | ------------------ | ---------- | ------------- |
| 1    | 3    | James Plihal       | Vereinigte Staaten | 6:56,95    | C-Finale      |
| 2    | 4    | Kristijan Wassilew | Bulgarien          | 6:57,75    | C-Finale      |
| 3    | 6    | Javier Insfran     | Paraguay           | 7:00,93    | C-Finale      |
| 4    | 6    | Isak Žvegelj       | Slowenien          | 7:00,93    | D-Finale      |
| 5    | 2    | Quentin Antognelli | Monaco             | 7:14,32    | D-Finale      |
| 6    | 1    | Reidy Cardona      | Kuba               | 7:15,63    | D-Finale      |

### Halbfinale E/F 1
Montag, 29. Juli 2024
| Rang | Bahn | Athlet             | Nation     | Zeit (min) | Qualifikation |
| ---- | ---- | ------------------ | ---------- | ---------- | ------------- |
| 1    | 4    | Wladislaw Jakowlew | Kasachstan | 7:26,20    | E-Finale      |
| 2    | 2    | Mohamed Taieb      | Tunesien   | 7:29,64    | E-Finale      |
| 3    | 3    | Memo Memo          | Indonesien | 7:32,18    | E-Finale      |
| 4    | 1    | André Matias       | Angola     | 8:01,63    | F-Finale      |

### Halbfinale E/F 2
Montag, 29. Juli 2024
| Rang | Bahn | Athlet                 | Nation   | Zeit (min) | Qualifikation |
| ---- | ---- | ---------------------- | -------- | ---------- | ------------- |
| 1    | 3    | Dara Alizadeh          | Bermuda  | 7:33,38    | E-Finale      |
| 2    | 4    | Stephen Cox            | Simbabwe | 7:36,59    | E-Finale      |
| 3    | 2    | Premanut Wattananusith | Thailand | 7:48,78    | E-Finale      |
| 4    | 5    | Mohamed Bukrah         | Libyen   | 8:00,42    | F-Finale      |
| 5    | 1    | Abdalla Ahmed          | Sudan    | 8:10,68    | F-Finale      |

## Finale

### A-Finale
Samstag, 3. August 2024

Anmerkung: zur Ermittlung der Plätze 1 bis 6
| Rang | Bahn | Athlet           | Nation                         | Zeit (min) |
| ---- | ---- | ---------------- | ------------------------------ | ---------- |
| 1    | 3    | Oliver Zeidler   | Deutschland                    | 6:37,57    |
| 2    | 2    | Jauhen Salaty    | Individuelle Neutrale Athleten | 6:42,96    |
| 3    | 4    | Simon van Dorp   | Niederlande                    | 6:44,72    |
| 4    | 6    | Tim Brys         | Belgien                        | 6:48,44    |
| 5    | 5    | Tom Mackintosh   | Neuseeland                     | 6:49,62    |
| 6    | 1    | Stefanos Douskos | Griechenland                   | 7:02,05    |

### B-Finale
Samstag, 3. August 2024

Anmerkung: zur Ermittlung der Plätze 7 bis 12
| Rang | Bahn | Athlet               | Nation   | Zeit (min) |
| ---- | ---- | -------------------- | -------- | ---------- |
| 7    | 2    | Mihai Chiruță        | Rumänien | 6:44,83    |
| 8    | 4    | Sverri Nielsen       | Dänemark | 6:44,83    |
| 9    | 3    | Ryūta Arakawa        | Japan    | 6:47,02    |
| 10   | 6    | Giedrius Bieliauskas | Litauen  | 6:56,39    |
| 11   | 1    | Damir Martin         | Kroatien | 6:57,77    |
| 12   | 5    | Bruno Cetraro        | Uruguay  | 7:22,71    |

### C-Finale
Samstag, 3. August 2024

Anmerkung: zur Ermittlung der Plätze 13 bis 18
| Rang | Bahn | Athlet                    | Nation             | Zeit (min) |
| ---- | ---- | ------------------------- | ------------------ | ---------- |
| 13   | 4    | James Plihal              | Vereinigte Staaten | 6:41,97    |
| 14   | 5    | Kristijan Wassilew        | Bulgarien          | 6:44,61    |
| 15   | 3    | Lucas Verthein            | Brasilien          | 6:47,37    |
| 16   | 2    | Bendegúz Pétervári-Molnár | Ungarn             | 6:47,81    |
| 17   | 6    | Javier Insfran            | Paraguay           | 6:50,48    |
| 18   | 1    | Sid Ali Boudina           | Algerien           | 6:51,99    |

### D-Finale
Freitag, 2. August 2024

Anmerkung: zur Ermittlung der Plätze 19 bis 24
| Rang | Bahn | Athlet              | Nation    | Zeit (min) |
| ---- | ---- | ------------------- | --------- | ---------- |
| 19   | 5    | Quentin Antognelli  | Monaco    | 6:54,93    |
| 20   | 2    | Chiu Hin Chun       | Hongkong  | 6:56,65    |
| 21   | 4    | Abdelkhalek Elbanna | Ägypten   | 6:58,44    |
| 22   | 3    | Isak Žvegelj        | Slowenien | 6:59,46    |
| 23   | 1    | Balraj Panwar       | Indien    | 7:02,37    |
| 24   | 6    | Reidy Cardona       | Kuba      | 7:03,23    |

### E-Finale
Freitag, 2. August 2024

Anmerkung: zur Ermittlung der Plätze 25 bis 30
| Rang | Bahn | Athlet                 | Nation     | Zeit (min) |
| ---- | ---- | ---------------------- | ---------- | ---------- |
| 25   | 4    | Wladislaw Jakowlew     | Kasachstan | 6:59,43    |
| 26   | 2    | Mohamed Taieb          | Tunesien   | 7:00,31    |
| 27   | 1    | Memo Memo              | Indonesien | 7:02,23    |
| 28   | 3    | Dara Alizadeh          | Bermuda    | 7:03,12    |
| 29   | 5    | Stephen Cox            | Simbabwe   | 7:09,34    |
| 30   | 6    | Premanut Wattananusith | Thailand   | 7:18,58    |

### F-Finale
Freitag, 2. August 2024

Anmerkung: zur Ermittlung der Plätze 31 bis 33
| Rang | Bahn | Athlet         | Nation | Zeit (min) |
| ---- | ---- | -------------- | ------ | ---------- |
| 31   | 2    | Mohamed Bukrah | Libyen | 7:28,90    |
| 32   | 1    | André Matias   | Angola | 7:30,43    |
| 33   | 3    | Abdalla Ahmed  | Sudan  | 7:38,51    |